# Staro Petrovo Selo
Staro Petrovo Selo est un village et une municipalité située en Slavonie, dans le comitat de Slavonski Brod-Posavina, en Croatie. Au recensement de 2001, la municipalité comptait 6 352 habitants, dont 97,84 % de Croates et le village seul comptait 2 034 habitants.

## Localités
La municipalité de Staro Petrovo Selo compte 13 localités :
- Blažević dol - 181
- Donji Crnogovci - 137
- Godinjak - 745
- Gornji Crnogovci - 138
- Komarnica - 302
- Laze - 356
- Oštri vrh - 203
- Starci - 7
- Staro Petrovo Selo - 2034
- Štivica - 785
- Tisovac - 399
- Vladisovo - 19
- Vrbova - 1046